# 2027
2027 (MMXXVII) bo navadno leto, ki se bo po gregorijanskem koledarju začelo na petek.

## Dogodki

### Predvideni dogodki
- 2. avgust - zgodil se bo popolni sončev mrk
- končana bo druga cev cestnega predora Gotthard pod švicarskimi Alpami.
- končan bo meddržavni radijski teleskop Square Kilometre Array.
- v operativno rabo bo predana ameriška jedrska letalonosilka USS Enterprise (CVN-80), zamenjava za USS Nimitz (CVN-68).
- zagnan bo Evropski spalacijski nevtronski izvor v Lundu na Švedskem.[1]